# Мехрджуи, Дариюш
Дари́юш Мехрджуи́ (перс. داریوش مهرجویی‎; 8 декабря 1939, Тегеран, Иран — 14 октября 2023, Кередж) — иранский кинорежиссёр, кинопродюсер, сценарист, монтажёр, художник, академик Иранской Академии искусств.
Номинант на премию «Золотой приз» Московского международного кинофестиваля (1971) за фильм «Мистер Наивность». Обладатель Премии Международного евангелического жюри (программа «Форум») за фильм «Почтальон» и Премии Международной Католической организации в области кино — рекомендация (программа «Форум») за фильм «Корова» на Берлинском кинофестивале (1972). Лауреат премии «Золотая раковина» Кинофестиваля в Сан-Себастьяне (1993) за фильм «Сара». Обладатель Премии Дон Кихота — особое упоминание Берлинского кинофестиваля (1999) за фильм «Госпожа».
14 октября 2023 года был найден зарезанным насмерть вместе со своей женой.

## Биография
Дариюш Мехрджуи родился 8 декабря 1939 года в Тегеране. Начальное образование получил в родном городе. В 1959 году поступил в Калифорнийский университет в Лос-Анджелесе на Факультет театра, кино и телевидения, где одним из его преподавателей был Жан Ренуар. Университет окончил в 1964 году с дипломом специалиста по философии.
В 1964 году возглавил издававшийся в Лос-Анджелесе литературный журнал «Pars Review», который знакомил западных читателей с современной персидской литературой. В том же году написал свой первый киносценарий. В 1965 году вернулся в Тегеран, где стал работать в качестве журналиста и сценариста. В 1966—1968 годах преподавал английский язык и литературу в Тегеранском центре изучения иностранных языков, а также читал лекции по киноискусству и литературе в Центре аудиовизуальных исследований Тегеранского университета.
14 октября 2023 года был найден убитым вместе с женой в своём доме в Кередже.

## Фильмография
Режиссёр:
1. 1966 — Бриллианты 33
2. 1969 — Корова (Премия Международной Католической организации в области кино — рекомендация (программа «Форум») на Берлинском МКФ)
3. 1971 — Мистер Наивность (номинант на премию Московского МКФ)
4. 1972 — Почтальон (Премия Международного евангелического жюри (программа «Форум») на Берлинском МКФ)
5. 1975 — Круг
6. 1983 — Путешествие в страну Рембо́
7. 1986 — Жильцы
8. 1988 — Ширак
9. 1990 — Хамун
10. 1993 — Сара (премия «Золотая раковина» 41-го Кинофестиваля в Сан-Себастьяне)
11. 1995 — Пари
12. 1996 — Лейла
13. 1998 — Грушевое дерево
14. 1999 — Госпожа (Премия Дон Кихота — особое упоминание Берлинского МКФ)
15. 2000 — Микс
16. 2002 — To Stay Alive
17. 2004 — Мамин гость
18. 2007 — Сантури
19. 2012 — Оранжевый костюм
20. 2014 — Призраки